# Walls and Bridges
Walls and Bridges (рус. Стены и мосты) — пятый сольный студийный альбом английского музыканта Джона Леннона, вышедший в 1974 году. Альбом был выпущен студией Apple Records 26 сентября 1974 года в США и 4 октября в Великобритании во время 18-месячной разлуки Леннона и Йоко Оно. Walls and Bridges стал альбомом номер один в американском рейтинге Billboard, два сингла — «Whatever Gets You thru the Night» и «#9 Dream» — стали хитами. Первый из них стал для Леннона (как сольного исполнителя) первым хитом номер один в США и единственным синглом, занявшим первое место в чартах США и Великобритании при жизни музыканта.
Альбом получил серебряный сертификат в Великобритании и номинацию «золотого» в США.

## Об альбоме
Walls And Bridges был записан во время длительной разлуки Леннона и Йоко Оно. Позднее этот полуторагодичный период получил название Lost Weekend (с англ. — «Потерянный уикэнд»). В это время Леннон завёл роман с личной ассистенткой Оно Мэй Пэнг. Он также возобновил сотрудничество с Филом Спектором, который сумел издать последний альбом The Beatles Let It Be, надеясь вместе создать новую запись, а также самостоятельно продюсировал альбом американского певца Гарри Нилсона Pussy Cats.
Разлука с Йоко Оно привела к серьёзному психологическому кризису Леннона, он стал злоупотреблять алкоголем. Из-за этого студийные сессии со Спектором так и не удалось начать. Собравшись с силами, Леннон всё же сумел написать несколько песен, после чего пригласил в студию лос-анджелесских музыкантов и в июле 1974 года приступил к работе.
Одним из приглашённых исполнителей стал Элтон Джон, сыгравший на фортепиано и спевший дуэтом с Ленноном в песне «Whatever Gets You thru the Night». Британскому музыканту так понравилась композиция, что он побился о заклад, что песня займёт первое место в американском хит-параде (ранее такое не удавалось ни одному сольному синглу Леннона); в таком случае Леннон обязался принять участие в концерте Элтона Джона. Песня действительно возглавила чарт США и в канун Дня благодарения 1974 года Леннон присоединился к Джону во время концерта в Мэдисон-сквер-гардене. Примечательно, что это стало последним концертным выступлением Леннона, как и то, что после шоу он вернулся к Йоко Оно.
Для обложки альбома был использован рисунок 11-летнего Джона Леннона, сделанный им в 1952 году после финала Кубка Англии по футболу между лондонским «Арсеналом» и «Ньюкаслом Юнайтед». Футболист под номер 9 — форвард «Ньюкасла» Джеки Милберн, поклонником которого был юный Леннон, который жил в детстве по адресу 9 Newcastle Road.

## Содержание альбома
Пластинка содержала двенадцать композиций, выделявшихся разнообразием музыкальных стилей. На ней можно было встретить как образцы популярной музыки, так и рок-н-ролльные и ритм-энд-блюзовые песни. Тематика песен также различалась: часть песен были посвящены Йоко Оно, часть Мэй Пэнг, а некоторые описывали переживания музыканта, вызванные «потерянным уикэндом». В записи принимали участие струнная и духовая секция, а Элтон Джон исполнил партию фортепиано.
Большинство песен были написаны Джоном Ленноном в одиночку. Соавтором одной из них («Old Dirt Road») стал Гарри Нилсон. Ещё одна песня — завершающая пластинку «Ya Ya», партию барабанов на которой исполнил одиннадцатилетний сын Джона Джулиан Леннон — являлась кавер-версией классической ритм-энд-блюзовой композиции.

## Продвижение
Леннон не был уверен, какой трек должен стать главным синглом альбома. Он обратился за помощью к вице-президенту по маркетингу в Capitol Records и в качестве первого сингла была выбрана песня «Whatever Gets You Thru the Night». Альбом был выпущен 26 сентября 1974 года в США и 4 октября 1974 года в Великобритании. Релиз сопровождался агрессивной рекламной кампанией, носившей общее название «Listen To This ...» (с англ. — «Слушай этот...»), включавшей в себя фото, наклейки, рекламу, плакаты и футболки. По Нью-Йорку ездили 500 автобусов с названием альбома, сопровождавшимися слоганом «Listen To This Bus» и названием альбома. Были привлечены ТВ и радиореклама, причём ролики озвучивал Ринго Старр.
В Великобритании крупнейшая медиагруппа EMI с целью продвижения альбома показала интервью Джона Леннона и директора по репертуару и маркетингу EMI Records Боба Мерсера. 28 сентября 1974 года Леннон дал развёрнутое двухчасовое интервью популярной и крупнейшей радиостанции в Нью-Йорке WNEW-FM, рассказывая о своей жизни и о процессе создания Walls and Bridges.
В Америке альбом дебютировал в еженедельном американском журнале Billboard. В списках Billboard Top LPs & Tape альбом стартовал 12 октября и вошёл в десятку лучших 2 ноября. Walls and Bridges оставался в чарте Billboard Top LPs & Tape в общей сложности 35 недель. 22 октября Американская ассоциация звукозаписывающих компаний присвоила альбому статус «золотой». Оба релиза возглавили чарты США, составленные Cash Box и Record World. В Великобритании альбом достиг 6-й позиции.

## Исполнители
Информация об исполнителях:
- Джон Леннон — аранжировка, вокал (соло, гармонии и бэк-вокал), ритм-гитара, акустическая гитара, соло-гитара, фортепиано, свист, перкуссия, запись.
- Кен Ашер — электрическое пианино, клавир, меллотрон.
- Джим Келтнер — ударные.
- Артур Дженкинс — ударные
- Ники Хопкинс — фортепиано.
- Клаус Форманн — бас.
- Бобби Киз — тенор-саксофон.
- Джесси Эд Дэвис — соло-гитара, акустическая гитара.
- Эдди Моттау — акустическая гитара.

Дополнительный персонал
- Струнные и духовые музыканты из филармонического оркестра. Аранжировка и дирижёр Кен Ашер
- Little Big Horns — Рон Апреа (альт-саксофон), Бобби Киз (тенор-саксофон), Фрэнк Викари (тенор-саксофон), Говард Джонсон (баритон и бас-саксофон) и Стив Мадайо (труба).
- Джулиан Леннон — ударные в композиции «Ya Ya».
- Элтон Джон — фортепьяно и гармоничный вокал в «Whatever Gets you thru the Night», орган и бэк-вокал в «Surprise, Surprise (Sweet Bird of Paradox)».
- Гарри Нилссон — бэк-вокал в «Old Dirt Road».
- The 44th Street Fairies: Джои Дамбра, Лори Бертон и Мэй Пэнг — бэк-вокал в «# 9 Dream».
- Шелли Якус — инженер.
- Джимми Айовин — звукорежиссёр.
- Рой Чикала — инженер, микширование.
- Мэй Панг — координатор производства.
- Рой Кохара — арт-директор.
- Боб Груэн — фотограф.

## Критический приём
| Оценки критиков               | Оценки критиков                                                          |
| Источник                      | Оценка                                                                   |
| ----------------------------- | ------------------------------------------------------------------------ |
| AllMusic                      | [ 13 ]                                                                   |
| All-Music Guide to Rock       | 4 из 5 звёзд · 4 из 5 звёзд · 4 из 5 звёзд · 4 из 5 звёзд · 4 из 5 звёзд |
| Christgau's Record Guide      | B–                                                                       |
| Mojo                          | [ 15 ]                                                                   |
| The Music Box                 | [ 16 ]                                                                   |
| MusicHound                    | 2.5/5                                                                    |
| Paste                         | [ 18 ]                                                                   |
| The Rolling Stone Album Guide | [ 19 ]                                                                   |
| Uncut (2010)                  | [ 20 ]                                                                   |

Walls and Bridges возглавил национальный хит-парад, повторив успех Imagine трёхлетней давности. Первый сингл «Whatever Gets You thru the Night», выпущенный в дуэте с Элтоном Джоном, также поднялся на первое место в чартах. Ещё один сингл с альбома — «#9 Dream» — также был принят довольно хорошо, достигнув девятой позиции в хит-параде.
Впоследствии Walls and Bridges стал считаться хотя и неплохим альбомом, но не дотягивающим до классического Imagine. Эмоциональное состояние Леннона привело к тому, что на пластинке он звучал опустошённо, будто бы музыка его совершенно не интересовала. Годом позже Леннон и вовсе объявит о завершении музыкальной карьеры, взяв перерыв на пять лет.
В издании The Rolling Stone Album Guide альбом удостоился трёх звёзд из пяти. Было отмечено, что кроме единственной хитовой песни Леннона «Whatever Gets You Through the Night», ещё больший интерес представляла «#9 Dream», названная «очень атмосферной песней с крутыми виолончелями и прекрасным пением». Роберт Кристгау в своём «Гиде покупателе» поставил альбому оценку «C» (ретроспективно поднял до «B-») и объяснил оценку «дезориентацией и утратой убеждённости Леннона». В обзоре для Melody Maker Рэй Коулман описал музыканта как «самого интересного из экс-битлз» «B-», посчитав «мелодии общепринятыми, аккомпанемент заурядным, а пение дезориентированным». По мнению Кристгау, бывшему участнику «Битлз» должно быть неловко петь дуэтом с Элтоном Джоном, «неизбежно осознавая, что это именно Элтон оказывает ему услугу». Стивен Томас Эрлевайн (AllMusic) оценил альбом на три с половиной звезды. Рецензент отметил, что альбом являлся очень неровным и наряду с яркими откровенными композициями («Going Down on Love», «Steel and Glass» и «#9 Dream») содержал слишком много проходного материала («Beef Jerky», «Ya Ya»). «Это был не самый изящный способ выйти на пенсию» — резюмировал Эрлевайн.
В рецензиях музыкальных критиков как современных, так и более поздних, наряду с самыми положительными звучат также неодобрительные характеристики: «врождённая рок-чувствительность и экспериментальные формы лишь изредка соединяются вместе, чтобы образовать эффектную стилизацию». Бен Герсон из журнала Rolling Stone сказал, что, по его мнению, песни второй стороны, такие как «# 9 Dream» и «Surprise Surprise», делают альбом «разнообразным и энергичным», а «Scared» «трепещет от первобытного страха и ощущения ограниченности его ранних сольных пластинок».
В положительном обзоре Billboard сочли продюсирование альбома «превосходным», его треки «изумительно обработанными», а все песни Walls and Bridges — «исполненными в профессиональном стиле». Журнал назвал альбом, возможно, «самым универсальным и превосходным в музыкальном отношении альбомом».

## Память и переиздания
Walls and Bridges впервые был переиздан в США в 1978 году, затем в 1982 и 1989 годах на Capitol Records. После смерти Леннона этот альбом вместе с семью другими был переиздан EMI как часть бокс-сета в Великобритании 15 июня 1981 года. Ремикс переиздавался в Великобритании в 1985 году на Parlophone Records (четыре трека были оригинальными — «Old Dirt Road», «Bless You», «Scared» и «Nobody Loves You»).
В обновлённой версии появилась альтернативная обложка. Новая обложка сохранила подпись Леннона и написанное от руки название, но использовала один из портретов, которые Боб Груэн взял для альбома вместо детских рисунков Леннона. Бонус-треком для переиздания стали песня «Whatever Gets You Thru The Night», исполненная вживую с Элтоном Джоном, ранее не издававшаяся акустическая версия «Nobody Loves You (When You’re Down And Out)» и рекламное интервью с Ленноном. Всего альбом был переиздан более 130 раз в разных странах.

## Список композиций
Автор всех песен — Джон Леннон, если не указано иное.
1. «Going Down on Love» / Терпя неудачу в любви — 3:53
2. «Whatever Gets You thru the Night» / Что бы ни провело тебя через ночь — 3:25
3. «Old Dirt Road» / Старая грунтовая дорога — (Джон Леннон/Гарри Нилсон) — 4:10
4. «What You Got» / Что у тебя есть — 3:07
5. «Bless You» / Благословляю тебя — 4:35
6. «Scared» / Страшно — 4:35
7. «#9 Dream» / Сон № 9 — 4:44
8. «Surprise, Surprise (Sweet Bird of Paradox)» / Сюрприз, сюрприз (Сладкая птица парадокса) — 2:54
9. «Steel and Glass» / Сталь и стекло — 4:38
10. «Beef Jerky» / Вяленая говядина — 3:27
11. «Nobody Loves You (When You’re Down and Out)» / Никто тебя не любит (Когда ты выбился из сил) — 5:07
12. «Ya Ya» / Йя-йя (Дорси/Льюис/Робертсон) — 1:05

## Чарты
| Чарт (1974-75)                         | Высшая позиция |
| -------------------------------------- | -------------- |
| Australian Kent Music Report Chart     | 4              |
| Canadian RPM Albums Chart              | 1              |
| Danish Albums Chart                    | 7              |
| Dutch Mega Albums Chart                | 16             |
| Italian LP Chart                       | 11             |
| Japanese Oricon LP Chart               | 14             |
| Norwegian VG-lista Albums Chart        | 3              |
| Swedish Albums Chart                   | 6              |
| UK Albums Chart                        | 6              |
| US Billboard 200                       | 1              |
| West German Media Control Albums Chart | 41             |